# Virus de la striure du maïs
Mastrevirus storeyi
Espèce
Synonymes
- Maize streak virus (ICTV, 1978)

Mastrevirus storeyi, appelé virus de la striure du maïs ou MSV (acronyme de Maize streak virus), est une espèce de phytovirus pathogènes des cultures de maïs, du genre Mastrevirus (dont il est l’espèce type) et de la famille des Geminiviridae. Ce virus, transmis par des insectes, est endémique en Afrique subsaharienne.
La maladie causée par ce virus a été observée et décrite pour la première fois dans la  province du KwaZulu-Natal par l'entomologiste sud-africain, Claude Fuller, qui l'a évoquée dans un rapport de 1901 comme « mealie variegation » (bigarrure du maïs).
Le principal vecteur du MSV est une cicadelle, Cicadulina mbila, mais d'autres espèces de cicadelles sont également capables de le transmettre, comme Cicadulina storeyi, Cicadulina arachidis et Cicadulina dabrowski.

## Génome
Le génome du virus de la striure du maïs, typique des Mastrevirus, est constitué d'un ADN simple brin(ss), monopartite, circulaire, de 2,7 Kb, qui ne code que pour quatre protéines.
La transcription bidirectionnelle d'une longue région intergénique (LIR) produit dans le sens du virion l'expression d'une protéine de mouvement (MP) et d'une protéine d'enveloppe (CP), et dans le sens complémentaire des protéines de réplication associées, Rep et Repa.
Tandis que les protéines MP et CP sont impliquées dans les mouvements et l'encapsidation du virus, la protéine Rep est un initiateur essentiel de la réplication du virus, et RepA un régulateur de la transcription des gènes de l'hôte et du virus,,,.
En raison des restrictions de taille du génome, le MSV usurpe la réplication de l'ADN de l'hôte et des protéines de réparation des cassures de l'ADN double brin pour répliquer son génome via, respectivement, la réplication circulaire et des mécanismes de réplication dépendants de la recombinaison.

## Histoire
Les symptômes de la striure du maïs ont été décrits pour la première fois en 1901 par Claude Fuller dans la colonie du Natal (Afrique du Sud), bien qu'il ait à tort attribué ces symptômes à une perturbation du sol.
En 1924, un chercheur britannique, H.H. Storey  a établi qu'un virus, qui se transmet par une cicadelle, Cicadulina mbila,
est la cause de la maladie.
Storey a également décrit les bases génétiques de la transmission et a montré que la résistance du maïs à cette maladie est  héréditaire.
En 1974, des particules du virus MSV ont été purifiées pour la première fois.
Ce n'est qu'en 1977 qu'on a découvert sa structure formée d'ADN circulaire à simple brin.
En 1978, le virus MSV a été désigné comme virus-type du genre nouvellement créé des Geminivirus.